# Folk Talk
Albums de Dick Annegarn
Soleil du soir
(2008) Vélo Va
(2014)
Folk Talk est un album de Dick Annegarn sorti le 7 février 2011. Il se caractérise en ce qu'il n'est constitué que de reprises de standards de la musique populaire américaine (folk, gospel et blues).

## Liste des titres
| No  | Titre                             | Durée |
| --- | --------------------------------- | ----- |
| 1.  | Careless Love                     |       |
| 2.  | Fever                             |       |
| 3.  | Saint-James Infirmary             |       |
| 4.  | Worried Man Blues                 |       |
| 5.  | Don't Think Twice, It's All Right |       |
| 6.  | Down in the Valley                |       |
| 7.  | Ox Driver's Song                  |       |
| 8.  | The House of the Rising Sun       |       |
| 9.  | This Train                        |       |
| 10. | Black Girl (in the Pines)         |       |
| 11. | Georgia on My Mind                |       |
| 12. | Little Boxes                      |       |
| 13. | Love me Tender                    |       |
| 14. | Oh What a Beautiful City          |       |